# Catedral del Sagrado Corazón (Yokohama)
La Catedral del Sagrado Corazón de Yokohama (en japonés: カトリック山手教会) es la sede del obispo de la diócesis de Yokohama, en Japón. La diócesis de Yokohama incluye las prefecturas de Kanagawa, Shizuoka, Nagano, y de Yamanashi. Como está situado en Yamate-cho, Naka-ku, la catedral es comúnmente conocida localmente como la Iglesia católica de Yamate (カトリック山手教会 Katorikku Yamate Kyōkai).
La original iglesia católica de Yamate, fue un edificio de ladrillo con dos campanarios, que se construyó en el mismo lugar en 1906. Después del terremoto de 1923 del Gran Kanto quedó completamente destruida. La presente iglesia católica de Yamate fue diseñada por el arquitecto checo Jan Josef Švagr en estilo neo-gótico y se terminó en 1933.
Cuando la Diócesis de Yokohama fue erigida en el año 1937, la iglesia de Yamate se convirtió en una catedral. 